# Havasu
Havasu — шестой студийный альбом американской инди-рок группы Pedro the Lion. Он был выпущен 20 января 2022 года на лейбле Polyvinyl Record Co.. Он является продолжением их предыдущего альбома Phoenix и рассказывает о детстве автора песен Дэвида Базана в городе Лейк-Хавасу-Сити, штат Аризона.
Альбом получил положительные отзывы критиков.

## Отзывы
| Оценки критиков | Оценки критиков |
| Источник        | Оценка          |
| --------------- | --------------- |
| Mojo            | 6/10            |
| Paste           | 7.8/10          |
| Pitchfork       | 7.5/10          |
| Uncut           | 7/10            |
| AllMusic        | [ 4 ]           |

Альбом получил положительные отзывы критиков.
Тимоти Монгер из AllMusic написал, что «Havasu, в конечном итоге является скорее сольным релизом, где Дэвид Базан сам управляет львиной долей инструментов. Хроника седьмого класса с расстояния среднего возраста — это не та задача, которую многие авторы песен приняли бы с готовностью, но, учитывая склонность Базана к самоанализу, он берётся за дело со свойственной ему интенсивностью и удивительной нежностью. Местом действия этих юношеских глупостей является озеро Хавасу, штат Аризона, пригородный пустынный посёлок, построенный вокруг искусственного озера, известного как последнее пристанище Лондонского моста, перевезённого туда из Англии в конце 60-х годов богатым нефтяным магнатом. Под грубый, меркантильный инди-рок Базан рассказывает о том, как его перевезли в это место против его воли в 12-летнем возрасте и о последовавшем за этим бурном школьном году. Здесь есть смятение, разочарование, неловкие влюблённости и неудачные романы, а также несколько определяющих жизнь моментов творческого роста, особенно в выделяющейся „My First Drum Set“, где в пикантных подробностях описывается его отчаянный переход из кларнета в барабаны. Несмотря на то, что альбом написан с любовью и плотно аранжирован, постоянный среднетемповый ритм Havasu и горько-сладкая природа его темы делают его несколько тоскливым».

## Список композиций
Все тексты написаны David Bazan, вся музыка написана David Bazan; "Don't Wanna Move", где соавтор Erik Walters и "Too Much", где соавтор Andy Fitts.
| №                   | Название                | Длительность |
| ------------------- | ----------------------- | ------------ |
| 1.                  | «Don't Wanna Move»      | 4:03         |
| 2.                  | «Too Much»              | 3:29         |
| 3.                  | «First Drum Set»        | 5:17         |
| 4.                  | «Teenage Sequencer»     | 4:16         |
| 5.                  | «Own Valentine»         | 3:17         |
| 6.                  | «Making the Most of It» | 3:57         |
| 7.                  | «Old Wisdom»            | 3:21         |
| 8.                  | «Stranger»              | 4:33         |
| 9.                  | «Good Feeling»          | 4:46         |
| 10.                 | «Lost Myself»           | 2:38         |
| Общая длительность: | Общая длительность:     | 39:40        |